# Sven-Göran Eriksson
Sven-Göran Eriksson (5. februar 1948 i Sunne, Sverige - 26. august 2024) var en svensk fodboldspiller og -træner. Han er især kendt for sine seks år som engelsk landstræner og stod desuden i spidsen for adskillige europæiske klubber.

## Karriere som spiller
Erikssons spillerkarriere foregik hos de lavere rangerende svenske klubber Torsby IF, SK Sifhälla og KB Karlskoga. Karrieren strakte sig fra 1966 til 1975 og hans plads på holdet var som højre back.

## Trænerkarriere
Eriksson opnåede hurtigt større succes som træner end han gjorde som spiller. Efter først at have stået i spidsen for Degerfors IF blev han træner for IFK Göteborg, der under hans ledelse vandt to svenske mesterskaber samt UEFA Cuppen i 1982. I to omgange var han efterfølgende træner for portugisiske Benfica, som han førte til tre nationale mesterskaber, samt en finaleplads i både Mesterholdenes Europa Cup og UEFA Cuppen. Han gjorde efterfølgende karriere i Italien, hvor han efter ophold hos AS Roma og Fiorentina førte SS Lazio til adskillige titler, blandt andet Pokalvindernes Europa Cup og UEFA Super Cup i 1999.
Efter de mange succeser på klubplan blev Eriksson i 2001 af Englands fodboldforbund ansat som den første udenlandske træner nogensinde for Englands landshold, en rolle han besad frem til og med VM i 2006. Eriksson stod i spidsen for England ved tre slutrunder, VM i 2002, EM i 2004 samt VM i 2006. Alle tre gange blev endestationen kvartfinalen, og det lykkedes dermed ikke Eriksson at skaffe englænderne deres første titel siden VM i 1966.
Eriksson blev efter at være stoppet som landstræner i 2006 manager for Manchester City, som han dog kun stod i spidsen for en enkelt sæson. Herefter blev han landstræner i Mexico, hvor han dog efter skuffende resultater måtte se sig fyret efter under et år på posten. Kort før VM i 2010 i Sydafrika blev han ansat som landstræner for Elfenbenskysten.